# Arbeitsgemeinschaft der Evangelischen Jugend
Die Arbeitsgemeinschaft der Evangelischen Jugend in Deutschland (aej) ist der Zusammenschluss der Evangelischen Jugend in Deutschland mit Sitz in Hannover. Der Jugendverband hat seine Bundesgeschäftsstelle seit 1994 in Hannover und eine Außenstelle in Berlin. Als Dachorganisation vertritt die aej die Interessen ihrer Mitgliedsverbände auf Bundesebene gegenüber Bundesministerien, Fachorganisationen und internationalen Partnern.
Der Vorsitzende der aej ist seit 2020 Hansjörg Kopp, Pfarrer und Generalsekretär des CVJM Deutschland. Seine Vorgänger waren Landesjugendpfarrer Sven Evers (2017–2019) sowie Landesjugendpfarrer Bernd Wildermuth. Generalsekretär ist Michael Peters. Er folgte 2020 auf Michael Corsa, der fast 20 Jahre lang Generalsekretär der aej war.
Die Arbeitsgemeinschaft ist Unterzeichnerin der Initiative Transparente Zivilgesellschaft.

## Geschichte
Die Landesjugendpfarrer und die Leiter der Jugendwerke bildeten 1946 die Jugendkammer der EKD, die in der Jugendkammer der Bekennenden Kirche einen Vorläufer hatte.
Die Jugendkammer der EKD erweiterte sich am 2. Dezember 1949 um die „Jugendarbeit der Freikirchen“ und bildete damit die „Arbeitsgemeinschaft der Evangelischen Jugend Deutschlands (AGEJD)“; dieser Termin gilt als Gründungsdatum der aej. Im Osten wurde die Jugendkammer Ost weitergeführt.
1971 erfolgte die Umbenennung in „Arbeitsgemeinschaft der Evangelischen Jugend in der Bundesrepublik Deutschland und Berlin/West e. V. (aej)“.
In der DDR arbeitete die Evangelische Jugend seit 1972 innerhalb der Strukturen der Kommission für Kirchliche Jugendarbeit (KKJ) des Bundes der Evangelischen Kirchen der DDR. Daneben existierte die „Arbeitsgemeinschaft Christlicher Jugend (AGCJ)“, in der die Freikirchen vertreten waren und die katholische Kirche zur Mitarbeit eingeladen war.
Im Jahr 1991 ermöglichte die deutsche Vereinigung die Zusammenführung der evangelischen Jugendarbeit in Ost und West zur neuen aej: „Arbeitsgemeinschaft der Evangelischen Jugend in der Bundesrepublik Deutschland e. V. (aej)“.
1994 wurden die aej-Geschäftsstellen in Stuttgart und Berlin zu einer neuen Geschäftsstelle in Hannover zusammengeführt und damit der Standort in der neuen Bundeshauptstadt aufgegeben.
Am 4. Februar 2008 wurde die von der Mitgliederversammlung im November 2006 beschlossene Namensänderung zu „Arbeitsgemeinschaft der Evangelischen Jugend in Deutschland e. V.“ in das Vereinsregister Hannover eingetragen.

## Mitglieder
33 Mitglieder arbeiten in diesem Dachverband zusammen. Damit repräsentiert die aej mehr als 1,35 Millionen junge Menschen.
Zu den (ordentlichen) Mitgliedern der aej zählen:
- die Jugendarbeiten der 20 Landeskirchen, die die Evangelische Kirche in Deutschland bilden,
- die Jugendarbeiten der Freikirchen:
  - Jugendwerk der Evangelisch-methodistischen Kirche (EmK),
  - Jugendgeschäftsstelle des Bundes Freier evangelischer Gemeinden (BFeG),
  - Gemeindejugendwerk des Bundes Evangelisch-Freikirchlicher Gemeinden in Deutschland e. V. (GJW)
  - Jugendarbeit der evangelischen Brüder-Unität
  - Jugendwerk der Selbständigen Evangelisch-Lutherischen Kirche (SELK)
- die Jugendarbeiten der evangelischen Jugendverbände und Jugendwerke:
  - Arbeitsgemeinschaft Evangelische Schülerinnen- und Schülerarbeit (AES)
  - Christliche Pfadfinderschaft Deutschlands e. V. (CPD)
  - CROSSOVER
  - CVJM-Gesamtverband in Deutschland
  - Deutscher Jugendverband „Entschieden für Christus“ e. V. (EC)
  - Johanniter-Jugend (JJ) als Jugendorganisation der Johanniter-Unfall-Hilfe e. V.
  - netzwerk-m – mission:mensch
  - Verband Christlicher Pfadfinderinnen und Pfadfinder (VCP)

Zu den außerordentlichen Mitgliedern gehören:
- Bundesarbeitsgemeinschaft Evangelischer Stadtjugendarbeit e. V.
- Bundesverband Kulturarbeit in der evangelischen Jugend e. V. (bka)
- CVJM-Kolleg – Aus- und Fortbildungsinstitut für christliche Jugendarbeit und private Fachhochschule für Sozialpädagogik
- Evangelische Arbeitsgemeinschaft für Klubarbeit e. V. (AG KLUB)
- Evangelische Landjugendakademie Altenkirchen
- ICJA Freiwilligenaustausch weltweit
- GJW Akademie
- Studienzentrum für evangelische Jugendarbeit in Josefstal e. V.

## Kugelkreuz der Evangelischen Jugend
In dem Sinne der Weltherrschaft Christi deutet auch die Evangelische Jugend das Zeichen ♁. In der Zeit des Nationalsozialismus, während des Kirchenkampfes zwischen den Deutschen Christen und der Bekennenden Kirche wurde das Symbol Kugelkreuz zum Ausdruck des Widerstandes. Es symbolisierte, was im Barmer Bekenntnis der „Bekennenden Kirche“ von 1934 (besonders These 2) formuliert wurde. Darin wird der politische Anspruch auf die Christen abgelehnt und bekräftigt, dass die Christen nur Jesus Christus in allen Bereichen des Lebens als „Herren“ anerkennen.
Die Evangelische Jugendkammer der Bekennenden Kirche wählte das Symbol des Kugelkreuzes zum Bekenntniszeichen der evangelischen Jugendarbeit. Das Tragen dieses Symbols war der Ausdruck einer entschiedene Haltung gegen Versuche der Nationalsozialisten eine gleichgeschaltete evangelische Reichskirche zu schaffen. Es symbolisierte zudem den Widerstand der eigenständigen Evangelischen Jugendorganisationen, wie der Christlichen Pfadfinderschaft in die Hitlerjugend zwangs-eingegliedert zu werden.
Viele Jugendverbände der Landeskirchen verzichteten als Reaktion auf eine feste Mitgliedschaft ihrer Mitglieder was die evangelischen Jugendlichen vom Zwang befreite, der Hitlerjugend beizutreten. Der Widerstand der evangelischen Jugendverbände entzündete sich hauptsächlich an der Frage nach der Eigenständigkeit.
Nach der Zerschlagung des Faschismus in Deutschland und dem Ende des Zweiten Weltkrieges übernahm die Ordnung der Evangelischen Jugend in Deutschland im Mai 1946 das Kugelkreuz als Zeichen der Evangelischen Jugend. Zu dem Zeichen gab es eine Berechtigungskarte, die jedem Träger des Kreuzes auf der Weltkugel namentlich ausgestellt wurde. Auf ihr fand sich der Bibelvers: „Unser Glaube ist der Sieg, der die Welt überwunden hat.“ (1. Joh. 5,4) Am 28. Januar 1947 beschloss die Jugendkammer der Evangelischen Kirche in Deutschland (EKD) in Bethel Bestimmungen für die Ausgabe des Zeichens der Evangelischen Jugend Deutschlands.
In den westdeutschen Landeskirchen erhielten die evangelischen Jugendlichen das Kugelkreuz als Anstecknadel zusammen mit der Verleihungskarte. Voraussetzung war die Mitgliedschaft einer Gliederung der Evangelischen Jugend.
In den ostdeutschen Landeskirchen gab es keine Mitgliedschaft in einem Verein oder Verband. Durch Taufe und Konfirmation gehörte man zu einer Gemeinde, war eingeladen zur Jungen Gemeinde. Die Jugendlichen erhielten die Anstecknadel in der Regel nach einem Jahr regelmäßiger Teilnahme an den Veranstaltungen der Jungen Gemeinde in einer gottesdienstlichen Veranstaltung (Monatsrüste o. ä.) überreicht.
Die Arbeitsgemeinschaft der Evangelischen Jugend in Deutschland e. V. der jugendpolitische Zusammenschluss aller evangelischen Verbände und Strukturen (Junge Gemeinde, Kreis- und Landesjugendkonvente, Ämter für Kinder- und Jugendarbeit der evangelischen Landeskirchen, CVJM, EC, VCP, RMJ) verwendet dieses Symbol. Meist ergänzt es die Symbolik der Verbände. Die Mitglieder des Rings Evangelischer Gemeindepfadfinder, einer evangelischen, CVJM-orientierten Pfadfinderorganisation, trägt neben Ankerkreuz und Lutherrose das Kreuz auf der Weltkugel als Verbandsabzeichen.

## Aufgaben
Als Zusammenschluss der Evangelischen Jugend nimmt die aej folgende Aufgaben wahr:
Sie vertritt die jugend- und kirchenpolitischen Interessen ihrer Mitglieder.
Sie ermöglicht, organisiert und pflegt ökumenische und internationale Kontakte.
Sie bearbeitet und verteilt öffentliche Mittel für die evangelische Jugend.
Sie nimmt von den Gremien beschlossene inhaltliche Themen und Schwerpunkte auf, sorgt für Veröffentlichungen von Diskussionen und Arbeitsmaterialien für die evangelische Jugend.
Sie organisiert und veranstaltet Seminare und Tagungen.
Sie arbeitet mit anderen Jugendorganisationen zusammen.
Als höchste Auszeichnung der Evangelischen Jugend in Deutschland vergibt die aej das Goldene Kugelkreuz.

## Inhaltliche Schwerpunkte
Inhaltliche Schwerpunkte der Arbeit der aej sind:
- Theologie und Sozialwissenschaft
- Außerschulische Jugendbildung
- Jugendpolitik
- Ausländerarbeit
- Offene Jugendarbeit
- Jugendsozialarbeit
- Frauen- und Mädchenpolitik
- Fairer Handel
- Kulturpolitik
- Mitarbeitende in der Evangelischen Jugend
- Evangelische Jugend in ländlichen Räumen
- Freiwillige Soziale Dienste
- Politische Bildung
- Internationale Jugendarbeit und Ökumene
- Deutsch-französische Jugendarbeit
- Entwicklungspolitik
- Förderpolitik
- Öffentlichkeitsarbeit
- Mitglied in der Zentralstelle für Recht und Schutz der Kriegsdienstverweigerer aus Gewissensgründen